# Ricki-Lee Coulter
Ricki-Lee Dawn Coulter (Auckland, 10 novembre 1985) è una cantante australiana.

## Biografia

### Infanzia, Australian Idol, esordi
Nata ad Auckland (Nuova Zelanda) e cresciuta a Gold Coast, nel Queensland australiano, Coulter vive per le intere infanzia e adolescenza sola con sola con sua madre, la modella Loretta Sheerin: i suoi genitori si erano infatti lasciati prima della sua nascita. Inizia ad esibirsi all'età di 15 anni quando, in seguito a un incidente che la costringe a letto per alcune settimane, sua madre si rende conto del suo talento nel canto mentre Coulter canticchia a letto durante la convalescenza.
Dopo un provino fallimentare eseguito nel corso della prima stagione del talent, nel 2004 riesce a partecipare alla seconda stagione di Australian Idol, classificandosi al settimo posto finale. Successivamente ha firmato un contratto per l'etichetta discografica indipendente Shock Records e ha pubblicato il suo eponimo album d'esordio Ricki-Lee nel 2005. Il disco contiene i singoli Hell No! e Sunshine: la prima ottiene un buon successo commerciale, raggiungendo la quinta posizione della classifica australiana e risultando fra i 100 singoli più venduti dell'anno in Australia.

### Young Divas,Brand New Day,The Singles, carriera radiofonica (2006-2010)
Nel 2006 diventa un componente del girl group pop Young Divas: il gruppo ottiene un grande successo con l'album eponimo, che ottiene due dischi di platino e consente al gruppo di eseguire un tour da headliner. Coulter lascia tuttavia il progetto nel 2007 perché intenzionata a portare avanti la sua carriera da solista. Anni dopo, l'artista rivelerà di aver deciso di lasciare il gruppo anche per via di un acceso litigio avvenuto dietro le quinte di un concerto, evento che le avrebbe fatto capire di non avere nulla in comune con gli altri componenti del gruppo vocale.
Il suo secondo album Brand New Day esce nel 2007 e ottiene un successo commerciale di gran lunga superiore al disco di debutto, ottenendo un disco d'oro. Esso include i singoli di successo Love Is All Around e Can't Touch It: quest'ultimo raggiunge la seconda posizione in classifica e ottiene il disco di platino, diventando il suo più grande successo commerciale. A differenza del precedente, l'album viene pubblicato anche all'estero; il singolo Can't Touch It viene inoltre inserito nella colonna sonora di Sex and the City 2.
La sua prima compilation esce nel 2008 col titolo The Singles. Sempre nel 2008 esegue il suo primo tour da solista come headliner, intitolato Brand New Day Tour. Nel 2009 pubblica il singolo Don't Miss You ma non ottiene il successo dei precedenti: la pubblicazione del suo terzo album Hear No, See No, Speak No viene quindi cancellata dopo vari posticipi. Successivamente l'artista mette in pausa la sua carriera musicale per concentrarsi sul ruolo di conduttrice radiofonica.

### Fear & Freedom,Dance in the Raine singoli vari (2011-2023)
Nel maggio 2011 ha firma per la EMI con cui pubblica l'album in studio Fear & Freedom (2012), che contiene i brani Raining Diamonds e Do It Like This. L'album ottiene un buon successo commerciale e di critica, raggiungendo la certificazione platino e consentendo all'artista di venire nominata categoria "canzone dell'anno" agli ARIA Music Awards con Do It Like That. Segue il suo secondo tour da headliner, il Fear & Freedom Tour. Nel 2014 fa da artista d'apertura per i concerti australiani di Jason Derulo e pubblica il suo quarto album Dance in the Rain, a cui fa seguito il suo primo tour mondiale. Anticipato dai singoli All We Need Is Love, Happy Ever After e Giddyup, l'album non ottiene gli stessi risultati dei lavori precedenti.
Negli anni successivi, l'artista si dedica principalmente alla pubblicazione di singoli senza inserirli in progetti discografici più ampi. Nel 2017, in seguito al fallimento della EMI, l'artista viene acquisita da Universal Music Group. Nel 2018 si esibisce durante le cerimonie di apertura e chiusura dei XXI Giochi del Commonwealth. Nel 2019 esegue un tour in cui mette in scena brani del suo repertorio e cover dei brani inclusi nella colonna sonora di A Star Is Born.

### On My Own(2024. presente)
Nel 2024 pubblica il suo quinto album in studio On My Own, il primo in dieci anni e il primo realizzato in maniera completamente indipendente.

## Discografia
Album studio
- 2005 – Ricki-Lee
- 2007 – Brand New Day
- 2012 –  Fear & Freedom
- 2014 –  Dance in the Rain
- 2024 – On My Own

Raccolte
- 2008 – The Singles